# Paolo Maurensig
Paolo Maurensig (Gorizia, Itàlia 26 de març de 1943 - Udine, Itàlia, 29 de maig de 2021) va ser un escriptor italià.
Després de completar els seus estudis clàssics, es va traslladar de Gorizia a Milà. Va exercir com a agent comercial, i més endavant va passar a la publicació, escrivint diversos llibres que foren considerats best-sellers. Entre ells es troba La variante di Lüneburg, la seva primera novel·la, publicada el 1993 i traduïda a més de vint idiomes. Anteriorment només havia publicat un recull de contes. Maurensig va recórrer al tema de la Segona Guerra Mundial en la seva primera novel·la, a la qual va seguir Canone inverso, novel·la portada al cinema per Ricky Tognazzi. Si bé entre el seu primer llibre de contes i la seva òpera prima en la novel·la va tenir un lapse de temps molt ampli, de diversos decennis, a partir de la La variante di Lüneburg va mantenir un constant ritme de publicacions, amb més d'una vintena de llibres fins a la seva mort. L'últim d'ells va ser Pimpernel: Una storia d'amore, llançat l'any 2020. Entre els reconeixements que va rebre per la seva obra es troba el Premi Giuseppe Berto, el Premi Procida-Isola di Arturo-Elsa Morante, Premi Santi Ilario i Taziano i el Premi Scanno.

## Publicacions
- Il gioco degli dèi (2021)
- Il diavolo nel cassetto (2019)
- Gli amanti fiamminghi (2008)
- Vukovlad - Il signore dei lupi (2006)
- Polietica. Una promessa (2003)
- Il guardiano dei sogni (2003)
- L'uomo scarlatto (2001)
- Venere lesa (1998)
- Gianni Borta. Gesto, natura, azione (1998)
- L'ombra e la meridiana (1997)
- Canone inverso (1996)
- La variante di Lüneburg (1993)